# Empiema subdurale
L'empiema subdurale  (SDE) è una rara e grave condizione neurologica caratterizzata da un empiema (una raccolta di pus è dovuta a batteri solitamente gram negativi) che colpisce le meningi.

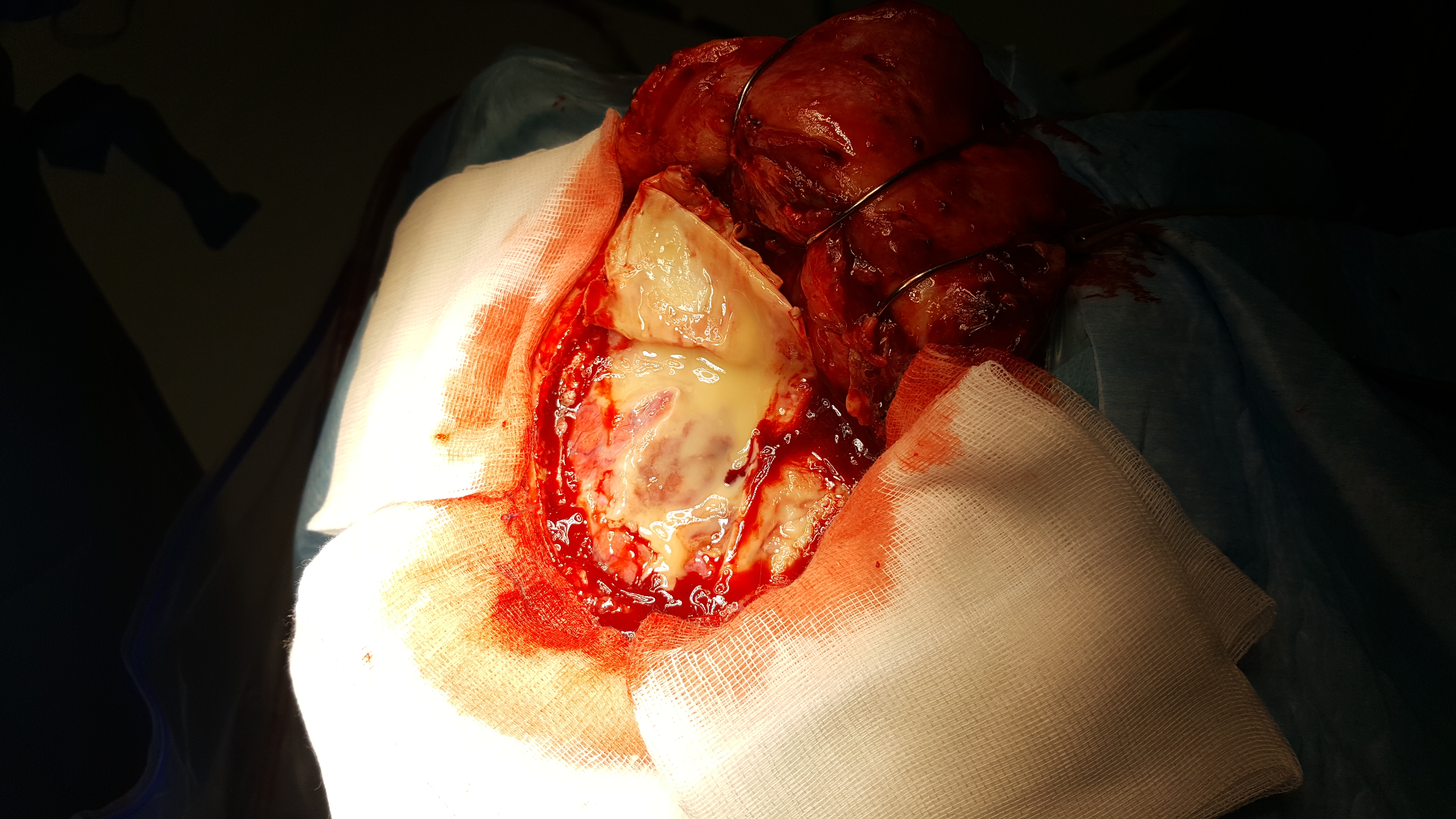
Empiema sottodurale

## Epidemiologia
Colpisce prevalentemente in età pediatrica, si può sviluppare in seguito ad un attacco di sinusite, altra cause possibili sono episodi di otite di trauma alla testa o in seguito ad intervento chirurgico.

## Sintomatologia
Fra i sintomi e i segni clinici ritroviamo deficit a livello motorio e crisi refrattarie.

## Terapia
Si interviene chirurgicamente.

## Prognosi
Si tratta di un evento pericoloso, e occorre intervenire al più presto altrimenti può evolversi con esiti anche fatali.